# Juri Kirillowitsch Leontjew
Juri Kirillowitsch Leontjew (russisch Юрий Кириллович Леонтьев; * 14. August 1961 in Tscheboksary, Republik Tschuwaschien) ist ein russischer Bogenschütze.

## Karriere
Juri Leontjew wurde 1985 Halleneuropameisterin im Einzel. Im Folgejahr wurde er sowohl im Einzel als auch mit der Mannschaft Europameister und nahm an den Olympischen Spielen in Seoul teil. Dort belegte er im Einzel den 29. Platz und wurde mit der sowjetischen Mannschaft Fünfter. In der Folgezeit bliebe weitere Medaillengewinne aus, ehe Leontjew bei den Weltmeisterschaften 1997 Bronze mit dem russischen Team gewann. Bei seiner zweiten Olympiateilnahme in Sydney 2000 wurden die Russen mit Leontjew im Mannschaft Vierter. Im Einzelwettbewerb erreichte er Rang 34. Er startete für den Verein des Verteidigungsministeriums.